# 银盆岭街道
银盆岭街道为长沙市岳麓区下辖街道之一。地缘上，银盆岭街道处岳麓山中部偏东，北与观沙岭街道接壤，西连望岳街道和咸嘉湖街道，南界西湖街道与望月湖街道，东临湘江。街道总面积7.7平方公里，总人口约4.9万人(2006年)。下辖8个社区、2村。

## 行政区划
| 岳麓区银盆岭街道区划 | |
| 村/社区              | 单位详列                                                                                            |
| 9社区                | 火炬城社区、桐梓坡社区、银建社区、银太社区、银鸿社区 银星社区、杏林社区、英才园社区、中联科技园社区 |
| 2村                  | 银盆岭村、付家洲村                                                                                  |